# 脆轴偃麦草
脆轴偃麦草（学名：Elytrigia juncea）为禾本科偃麦草属下的一个种。

## 扩展阅读
- 維基物種上的相關：脆轴偃麦草